# Resolutie 1966 Veiligheidsraad Verenigde Naties
Resolutie 1966 van de Veiligheidsraad van de Verenigde Naties werd op 22 december 2010 met veertien stemmen vóór en één onthouding van Rusland aangenomen door de VN-Veiligheidsraad. Met deze resolutie richtte de Raad het Internationaal Restmechanisme voor Straftribunalen op, dat enkele jaren later de taken van het Joegoslavië- en het Rwanda-tribunaal zou overnemen.

## Inhoud

### Waarnemingen
In 1993 was middels resolutie 827 het Internationaal Tribunaal voor Voormalig Joegoslavië opgericht, en in 1994 middels resolutie 955 het Internationaal Crimineel Tribunaal voor Rwanda. Beide tribunalen hadden hun werk eind 2010 moeten afronden, maar dat was niet haalbaar gebleken. De tribunalen hadden bijgedragen aan de vrede en het herstel van de orde in ex-Joegoslavië en Rwanda. In de strijd tegen straffeloosheid moesten alle door de tribunalen betichte personen berecht worden.
Er moest een mechanisme opgezet worden om enkele vitale taken van de tribunalen, waaronder de berechting van voortvluchtige hoofdverantwoordelijkheden van misdaden, uit te voeren na hun afloop. Het moest een kleine, tijdelijke en efficiënte structuur zijn, met een kleine staf en wiens functie met de tijd zal afnemen.

### Handelingen
De Veiligheidsraad richtte aldus het Internationaal Residumechanisme voor Straftribunalen op met twee takken:
- Eén voor het Rwanda-tribunaal, die op 1 juli 2012 moest beginnen functioneren,
- Eén voor het Joegoslavië-tribunaal, die op 1 juli 2013 van start moest gaan.

Het mechanisme werd voor vier jaar opgericht waarna de vooruitgang elke twee jaar herzien zou worden.
De twee tribunalen werden gevraagd hun werk af te ronden tegen uiterlijk 31 december 2014 om vervolgens een vlotte overgang naar het mechanisme te verzekeren.
Na de startdata zou het mechanisme dan de jurisdictie, rechten, plichten en functies van de tribunalen overnemen. Ook alle contracten en internationale overeenkomsten aangaande de tribunalen zouden mutatis mutandis van kracht blijven voor het mechanisme. De secretaris-generaal Ban Ki-moon werd gevraagd tegen uiterlijk 30 juni 2011 voor een kladversie van de procedures van het mechanisme op te stellen.

### Bijlage 1
De eerste bijlage van de resolutie bevatte de statuten van het opgerichte mechanisme, met daarin de taken, structuur, organisatie, bepalingen over de rechters en het voorzitterschap en meer:
Artikel 3De tak voor het Joegoslavië-tribunaal zal zetelen in Den Haag, die voor het Rwanda-tribunaal in Arusha.
Artikel 7Non bis in Idem.
Artikel 8Het mechanisme zal 25 onafhankelijke rechters hebben, waarvan maximaal twee uit eenzelfde land.
Artikel 22Het mechanisme kan enkel een gevangenisstraf opleggen aan personen die het veroordeelt voor misdaden, en een gevangenisstraf van maximaal zeven jaar, een boete of beide voor personen die de rechtsgang belemmeren of een valse getuigenis afleggen.
Artikel 30De kosten van het mechanisme zijn kosten van de Verenigde Naties.
Artikel 31De werktalen zijn Engels en Frans.

### Bijlage 2
De tweede bijlage omvatte regelingen inzake de overgang van de tribunalen naar het mechanisme. Personeelsleden van één der tribunalen mocht ook werken voor het mechanisme.

## Verwante resoluties
- Resolutie 1954 Veiligheidsraad Verenigde Naties
- Resolutie 1955 Veiligheidsraad Verenigde Naties
- Resolutie 1993 Veiligheidsraad Verenigde Naties (2011)
- Resolutie 1995 Veiligheidsraad Verenigde Naties (2011)

Lijst ·  1908 ·  1909 ·  1910 ·  1911 ·  1912 ·  1913 ·  1914 ·  1915 ·  1916 ·  1917 ·  1918 ·  1919 ·  1920 ·  1921 ·  1922 ·  1923 ·  1924 ·  1925 ·  1926 ·  1927 ·  1928 ·  1929 ·  1930 ·  1931 ·  1932 ·  1933 ·  1934 ·  1935 ·  1936 ·  1937 ·  1938 ·  1939 ·  1940 ·  1941 ·  1942 ·  1943 ·  1944 ·  1945 ·  1946 ·  1947 ·  1948 ·  1949 ·  1950 ·  1951 ·  1952 ·  1953 ·  1954 ·  1955 ·  1956 ·  1957 ·  1958 ·  1959 ·  1960 ·  1961 ·  1962 ·  1963 ·  1964 ·  1965 ·  1966